# Anomaluridae
Los anomalúridos (Anomaluridae) son una familia de roedores anomaluromorfos que comprende tres géneros conocidos con el nombre de falsas ardillas voladoras. Viven exclusivamente en África subsahariana.

## Características
Excepto una, las demás especies poseen patagio, una membrana de piel entre las patas delanteras y traseras análoga a la de las verdaderas ardillas voladoras, con las que no están emparentadas ya que pertenecen a un suborden diferente (Sciuromorpha); la anatomía del aparato masticador cigomático-masetero es completamente diferente en ambos. Se caracterizan por presentar dos bandas de escamas puntiagudas en la cara ventral de la cola.

## Historia natural
La mayoría de los anomalúridos descansan durante el día en huecos de árboles, donde se congregan muchas decenas de individuos. Son primariamente herbívoros y pueden desplazarse hasta 6 km en busca de hojas, flores y frutos, aunque también comen una pequeña cantidad de insectos. Tienen hasta tres pequeños por camada, que nacen ya activos y cubiertos de pelo.
Los anomalúridos son una de las varias líneas evolutivas de mamíferos que han desarrollado patagio y la capacidad de planear. Las otras son las ardillas voladoras verdaderas propias de Eurasia y Norteamérica, los colugos (orden Dermoptera) y Petaurus breviceps, un marsupial australiano.

## Taxonomía
Los anomalúridos cuentan siete especies y tres géneros, repartidos en dos subfamilias:
Subfamilia Anomalurinae
Género Anomalurus
Anomalurus beecrofti
Anomalurus derbianus
Anomalurus pelii
Anomalurus pelii pelii
Anomalurus pelii auzembergeri
Anomalurus pusillus
Subfamilia Zenkerellinae
Género Idiurus
Idiurus macrotis
Idiurus zenkeri
Género Zenkerella
Zenkerella insignis
Además, se conocen los siguientes géneros fósiles:
- Género Nementchamys† (Eoceno superior)
- Género Pondaungimys† (Eoceno medio)
- Género Paranomalurus† (Oligoceno a Mioceno medio)